# Administração pública em Portugal

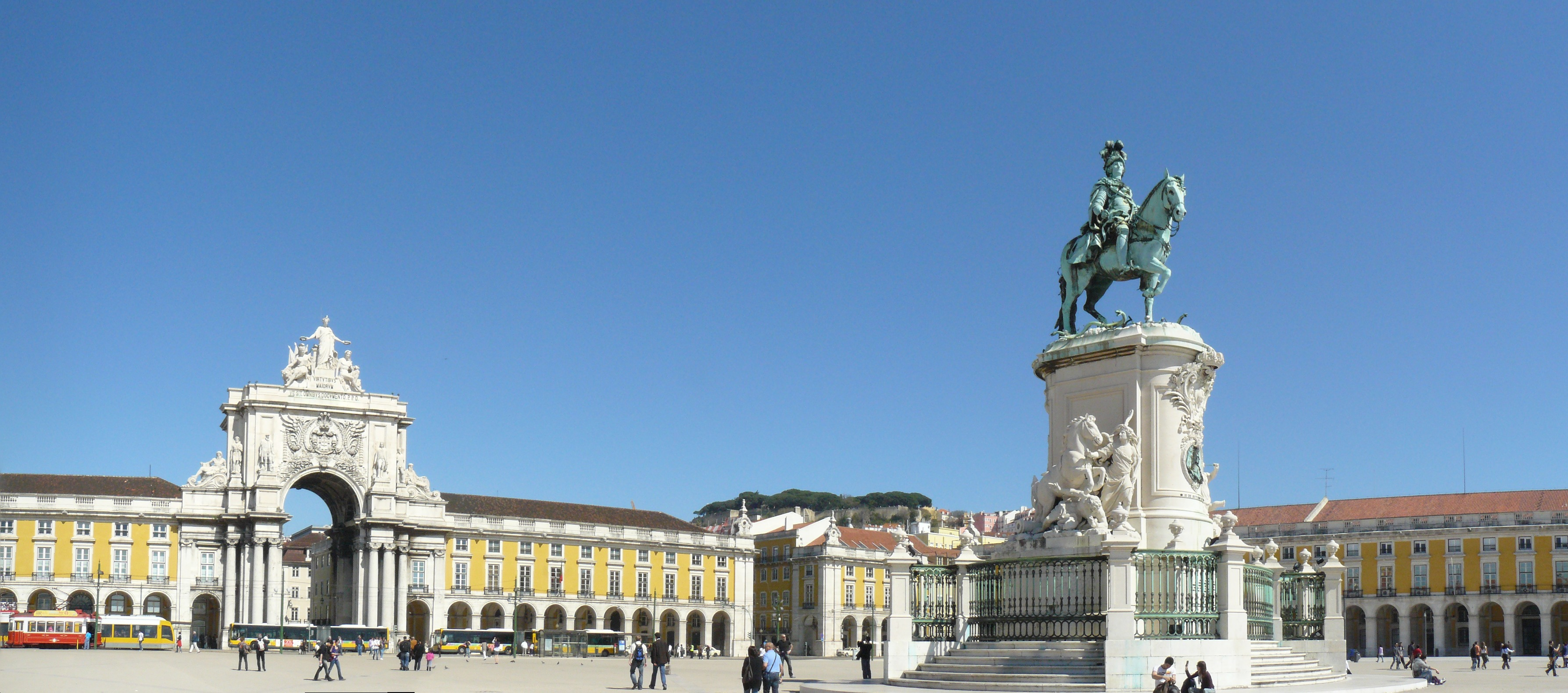
Terreiro do Paço, símbolo da administração estatal, em Lisboa, Portugal.

A administração pública em Portugal é definida como organizações e instituições portuguesas que dependem directamente do estado. As suas funções são diversas mas no essencial, devem servir o estado e o cidadão português. Uma pessoa que trabalhe na administração pública é designada de funcionário público. A Administração Central Portuguesa é comumente referida por Terreiro do Paço, já que aquela praça sempre foi símbolo maior dos departamentos governamentais.

## Organização
A Administração Pública Portuguesa pode ser categorizada em 3 grandes grupos, de acordo com a sua relação com o Governo:
- Administração directa do Estado
- Administração indirecta do Estado
- Administração Autónoma.

O grupo Administração directa do Estado reúne todos os órgãos, serviços e agentes do Estado que visam a satisfação das necessidades colectivas. Este grupo pode ser divido em:
- Serviços centrais - Serviços com competência em todo o território nacional, como é o caso da Direcção Geral de Viação
- Serviços periféricos - Serviços regionais com zona de acção limitada, como por exemplo as Direcções Regionais de Educação ou os Governos Civis

O segundo grupo Administração indirecta do Estado reúne as entidades públicas, dotadas de personalidade jurídica e autonomia administrativa e financeira. Por prosseguir objectivos do Estado entram na categoria de Administração Pública, mas por serem conseguidos por entidades distintas do Estado diz-se que é Administração indirecta. Cada uma das entidades deste grupo está associada a um ministério, que se designa por ministério de tutela.
Este grupo pode ser subdividido nos seguintes grupos:
- Serviços personalizados - Pessoas colectivas de natureza institucional dotadas de personalidade jurídica. Exemplos são o Instituto Nacional de Estatística e o Laboratório Nacional de Engenharia Civil
- Fundos personalizados - Pessoas colectivas de direito público, instituídas por acto do poder público, com natureza patrimonial. Exemplos incluem Serviços Sociais das forças de segurança.
- Entidades públicas empresariais - Pessoas colectivas de natureza empresarial, com fim lucrativo, que visam a prestação de bens ou serviços de interesse público, com total capital do Estado. Exemplos são o Hospital de Santa Maria e Hospital Geral de Santo António.

O terceiro e último grupo Administração autónoma reúne as entidades que prosseguem interesses próprios das pessoas que as constituem e que definem autonomamente e com independência a sua orientação e actividade. Estas entidades podem se subdividir três categorias:
- Administração Regional (autónoma) - Copia a organização da Administração Directa e Indirecta do Estado, aplicando-a a uma região autónoma. Exemplos são as Regiões Autónomas dos Açores e da Madeira
- Administração Local (autónoma) - Copia a organização da Administração Directa e Indirecta do Estado, aplicando-a a um nível local.
- Associações públicas - Pessoas colectivas de natureza associativa, criadas pelo poder público para assegurar a prossecução dos interesses não lucrativos pertencentes a um grupo de pessoas que se organizam para a sua prossecução. Exemplos são as Ordens Profissionais.

## Ética da administração pública
Segundo a carta ética da administração pública, os seus funcionários encontram-se ao serviço exclusivo da comunidade e dos cidadãos, prevalecendo sempre o interesse público sobre os interesses particulares ou de grupo.

### Princípios de Actuação
- Princípio do Serviço Público - Os funcionários encontram-se ao serviço exclusivo da comunidade e dos cidadãos, prevalecendo sempre o interesse público sobre os interesses particulares ou de grupo.
- Princípio da Legalidade - Os funcionários actuam em conformidade com os princípios constitucionais e de acordo com a lei e o direito.
- Princípio da Justiça e da Imparcialidade - Os funcionários, no exercício da sua actividade, devem tratar de forma justa e imparcial todos os cidadãos, actuando segundo rigorosos princípios de neutralidade.
- Princípio da Igualdade - Os funcionários não podem beneficiar ou prejudicar qualquer cidadão em função da sua ascendência, sexo, raça, língua, convicções políticas, ideológicas ou religiosas, situação económica ou condição social.
- Princípio da Proporcionalidade - Os funcionários, no exercício da sua actividade, só podem exigir aos cidadãos o indispensável à realização da actividade administrativa.
- Princípio da Colaboração e da Boa Fé - Os funcionários, no exercício da sua actividade, devem colaborar com os cidadãos, segundo o princípio da Boa Fé, tendo em vista a realização do interesse da comunidade e fomentar a sua participação na realização da actividade administrativa.
- Princípio da Informação e da Qualidade - Os funcionários devem prestar informações e/ou esclarecimentos de forma clara, simples, cortês e rápida.
- Princípio da Lealdade - Os funcionários, no exercício da sua actividade, devem agir de forma leal, solidária e cooperante.
- Princípio da Integridade - Os funcionários regem-se segundo critérios de honestidade pessoal e de integridade de carácter.
- Princípio da Competência e Responsabilidade - Os funcionários agem de forma responsável e competente, dedicada e crítica, empenhando-se na valorização profissional.

## Peso da função pública na Europa

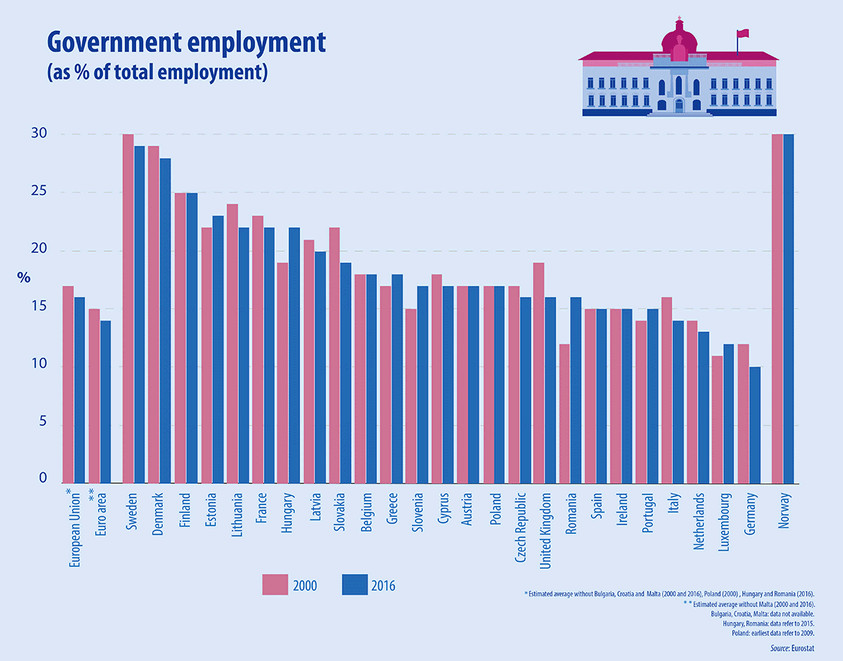
Peso da função pública na Europa

Peso dos funcionários públicos na população activa (Dados de 2016, Eurostat):
Emprego na adminsitração pública em Portugal representava 15% em 2016, em linha com a média europeia que, desde 2000, varia entre os 15% e os 17%.

## Lei Geral do Trabalho em Funções Públicas
- Lei n.º 35/2014, de 20 de junho;
- Portaria n.º 83-A/2009 de 22 de janeiro;
- Portaria n.º 145-A/2011 de 6 de Abril;
- Código do Procedimento Administrativo.